# Кашкарово (Зилаирский район)
Кашкарово (баш. Ҡашҡар) — село в Зилаирском районе Республики Башкортостан Российской Федерации. Административный центр Кашкаровского сельсовета.

## География

### Географическое положение
Расстояние до:
- районного центра (Зилаир): 33 км,
- ближайшей железнодорожной станции (Сибай): 82 км.

## Население
| 2002 | 2009 | 2010 |
| ---- | ---- | ---- |
| 413  | ↗422 | ↘416 |

Национальный состав
Согласно переписи 2002 года, преобладающая национальность — башкиры (100 %).